# Дијететска влакна
Дијететска влакна су порција хране биљног порекла која се не може потпуно разложити посредством дигестивних ензима. Постоје две главне компоненте:
- Растворна влакна – која се растварају у води – лако се ферментишу у дебелом цреву у гасове и физиолошки активне нуспроизводе, као што су кратколанчане масне киселине које у дебелом цреву формирају цревне бактерије.[1] Овај вискозни материјал се назива пребиотичкким влакнима. Она успоравају гастрично пражњење што, код људи, може да произведе продужени осећај пуности.[1]
- Нерастворна влакна – која се не растварају у води – инертна су у погледу дигестивних ензима у горњем делу гастроинтестиналног тракта и пружају осећај увећане масе.[1] Неке форме нерастворних влакана, као што су отпорни типови скроба, могу да буду ферментисани у дебелом цреву.[1][3][4] Ова влакна абсорбују воду док се крећу кроз систем органа за варење, чиме се олакшава пражњење столице.

Дијететска влакна се састоје од безскробних полисахарида и других биљних компоненти као што су целулоза, отпорни скроб, отпорни декстрини, инулин, лигнини, хитини, пектини, бета-глукани, и олигосахариди.
Дијететска влакна могу да делују путем мењања природе садржаја гастроинтестиналног тракта, и промене начина на који други нутријенти и хемикалије бивају адсорбовани. Неки типови растворних влакана апсорбују воду и тиме постају желатинозне, вискозне супстанце које могу или не морају да буду ферментисане бактеријама у дигестивном тракту. Неки типови нерастворних влакана превасходно утичу на конзинстенцију хране и нису ферментисани. Лигнин, који је главна компонента нерастворних влакана, може да измени брзину и метаболизам растворних влакана. Други типови нерастворних влакана, нарочито отпорни скроб, бивају ферментисани тако што се производе масне киселине са кратким ланцима, које су физиолошки активне и стога су здравствено корисне.
Прехрамбени извори дијететских влакана традиционално су дељени према томе да ли нуде растворна или нерастворна влакна. Биљне хране садрже оба типа влакана у различитим количинама, што произилази из биљних карактеристика вискозности и ферментабилности. Предности конзумирања влакана зависе од типа конзумираних влакана и вида користи које гастроинтестинални систем може да има од њих. Пунилачка влакна – као што су целулоза, хемицелулоза и псилијум – апсорбују и задржавају воду, чиме промовишу регуларност. Вискозна влакна – као што су бета-гликан и псилијум – згушњавају фекалну масу. Ферментабилна влакна – као што су отпорни скроб и инулин – хране бактерије и микробиоту дебелог црева, и бивају метаболисана при чему се формирају кратколанчане масне киселине, које имају разноврсне улоге у гастроинтестиналном здрављу.